# Vasja Žbona
Vasja (Vasilij) Žbona, slovenski kipar in restavrator, * 9. oktober 1945, Miren, † 5. marec 2013, Pariz.
Osnovno šolo je končal v rojstnem kraju, nato obiskoval gimnazijo v Novi Gorici in nadaljeval na tehniški srednji šoli v Ljubljani. Leta 1965 je odšel v Pariz. Tu  je 1966 na École des hautes études vpisal študij psihologije, a ga kmalu opustil in si pri kiparju Augustu Cardinasu našel mentorja. Pri Cardinasu si je več let nabiral izkušnje in postal njegov asistent. Samostojno je prvič razstavljal novembra 1990 v pariški galeriji Jacquesa Barrèra. Žbona je delal tudi kot restavrator. Ob pripravi razstave Cartes et figures du monde, na kateri je bil v pariškem Centru Georgesa Pompidouja predstavljen kartograf Vincenzo Maria Coronelli, je Žbona kot odličen poznavalec marmorja restavriral  Coronellijeva dela, izvedena v marmorju (zemljevide, nebesna telesa), ki so bila dolga leta shranjena v zabojih v Versajski palači.